# Denguélé
Denguélé ist ein Distrikt der Elfenbeinküste mit der Hauptstadt Odienné und unterteilt sich in die Regionen Folon und Kabadougou. Der Distrikt liegt im Nordwesten des Landes und grenzt an Mali und Guinea. Dem Zensus von 2021 zufolge leben im Distrikt 436.015 Menschen.